# Ecliptopera litterata
Ecliptopera litterata là một loài bướm đêm trong họ Geometridae.